# Creedence Clearwater Revival
Creedence Clearwater Revival foi uma banda de rock californiana formada por John Fogerty (guitarra e vocais principais), Tom Fogerty (guitarra), Stu Cook (baixo) e Doug Clifford (bateria), que, sob outras denominações, tocavam juntos desde 1959.
Os amigos de escola John Fogerty, Doug Clifford e Stu Cook trabalharam juntos em 1959 sob o nome de The Blue Velvets, com Tom Fogerty como vocalista. Eles lançaram três singles. 
Max Weiss, um dos co-proprietários da Fantasy inicialmente denominou o grupo como The Visions, mas quando foram lançados os compactos, em novembro de 1964, Weiss renomeou-os então como The Golliwogs, em referência a uma boneca de nome similar.  
Adotaram o nome Creedence Clearwater Revival em 1967, com o qual lançaram as primeiras gravações em 1968. O nome surgiu pela junção do nome de um amigo de Tom Fogerty, "Credence Newball", com 'Clearwater' tirado de um comercial de TV da Olympia Beer e Revival, simbolizando a reunião entre os membros após o retorno de John Fogerty e Doug Clifford que então cumpriam convocação para o serviço militar. Ao nome de Credence, adicionaram um outro "e" para lembrar creed (crença, credo). Eles quase se estabeleceram com o nome "Creedence Nuball" e "The Ruby" em um estágio. Em 1968 obtiveram o primeiro disco de ouro, com o álbum de estreia, Creedence Clearwater Revival. 
Ao longo da carreira, entre singles e álbuns, conquistaram nove discos de ouro e sete discos de platina, rendendo mais de 26 milhões de discos vendidos apenas nos EUA. Separaram-se em julho de 1972. John Fogerty foi quem teve mais êxito em sua carreira solo. Seu irmão Tom faleceu em 6 de setembro de 1990.
Em 1993 o Creedence Clearwater Revival foi introduzido ao Rock and Roll Hall of Fame.
Recentemente, Stu Cook e Doug Clifford formaram o Creedence Clearwater Revisited, e passaram a excursionar pelo mundo, tocando antigos sucessos da formação original.

## História
Em setembro de 1959, John Fogerty (vocalista e guitarrista), Doug Clifford (bateria) e Stu Cook (baixo), ainda adolescentes,  formam o The Blue Velvets. Dois meses mais tarde, Tom Fogerty (guitarrista), irmão mais velho de John, entra no grupo como cantor, mudando o nome da banda para Tommy Fogerty and The Blue Velvets. O nome do grupo muda para The Golliwogs em 1964, após assinarem contrato com a gravadora Fantasy Records, onde John trabalhava. Nos três anos seguintes alguns compactos foram lançados, fazendo grande sucesso local.
Em 24 de dezembro de 1967, sob a influência de Saul Zaentz, novo dono da Fantasy Records, eles decidem então se tornarem profissionais. Começando pelo nome que faria história no mundo do rock: um amigo de Tom chamado Credence Nuball, um comercial da cerveja "Clearwater" e Revival, simbolizando a união do grupo, serviram de inspiração. A banda vem então com um novo estilo de música, definido por John Fogerty que, como cantor e compositor, passou a ser o centro da banda.
Em julho de 1968 é lançado o primeiro disco, Creedence Clearwater Revival, e já dá ao grupo um disco de ouro. Também foram lançados os compactos "Suzie Q" (Partes 1 e 2) e "I Put a Spell on You/Walk on the Water".
O segundo álbum, Bayou Country, é lançado em janeiro de 1969 e ganha disco de platina. Lançados também o compacto "Proud Mary/Born on the Bayou", que além de ganhar disco de ouro lança o grupo para uma carreira mundial de sucesso. Em abril, são lançados os compactos "Bad Moon Rising/Lodi" e "Green River/Commotion" (do terceiro álbum), ambos recebem disco de ouro. 
O terceiro disco, Green River, lançado em agosto de 1969, também recebe disco de platina. O compacto "Down on the Corner/Fortunate Son" é lançado, quarto disco de ouro. 
Em novembro de 1969 é lançado o quarto disco, Willy and the Poor Boys, que também recebe disco de platina. A banda, logicamente, esteve presente no festival de Woodstock fazendo grande apresentação. O compacto "Travellin' Band/Who'll Stop the Rain" dá a banda o quinto disco de ouro, lançado em 1970. A banda começa sua primeira turnê pela Europa, fazendo também um enorme sucesso neste continente. O compacto "Up Around the Bend/Run Through the Jungle" também é disco de ouro. 
Em julho de 1970 é lançado o disco de maior sucesso da banda, Cosmo's Factory, que vende mais de três milhões de cópias, disco de platina portanto. O compacto "Lookin'Out My Back Door/Long as I Can See the Light" é lançado e também é disco de ouro.
Ainda em 1970 é lançado o sexto disco Pendulum, que também foi disco de platina, o quinto do grupo. O ambiente no grupo porém já não é dos melhores: dizem que Tom, Doug e Stu não concordam em serem apenas uma banda para John Fogerty. Em 1971 é lançado o oitavo compacto disco de ouro: "Have You Ever Seen the Rain/Hey Tonight".
Em fevereiro de 1971 Tom Fogerty abandona o grupo para seguir carreira solo. Os outros decidem continuar como um trio, começando uma grande turnê pelos EUA e, logo em seguida, uma pela Europa. É lançado o décimo primeiro compacto, "Sweet Hitch-Hicker / Door to Door", que ainda atinge o topo das paradas. Em 1972 perfeita turnê pela Austrália, Nova Zelândia e Japão. O compacto "Someday Never Comes / Tearin' Up the Country" é lançado, mas não faz o mesmo sucesso dos anteriores, sendo o único que não ganhou disco de ouro.
É lançado o último álbum, Mardi Gras, em abril de 1972, que também ganha disco de ouro. A obra mostra que o grupo está próximo da divisão, com Stu Cook e Doug Clifford compondo algumas das canções (até então John Fogerty era quem compunha a maioria das canções da banda). Em 16 de outubro a gravadora Fantasy Records anuncia oficialmente o fim de Creedence Clearwater Revival . 
Todos os membros da banda participaram das gravações do álbum solo de Tom Fogerty lançado em 1974, Zephyr National.

### Reuniões
A partir de 1995, reuniram-se eventualmente,  para aparições em festivais. Stu Cook e Doug Clifford chegaram a montar uma banda chamada Creedence Clearwater Revisited que se apresentou tocando canções de seu grupo antigo. Com relação à formação original, faltam o vocalista e guitarrista John Fogerty e o guitarrista Tom Fogerty, seu irmão, que morreu em 1990.
No ano 2000, fizeram uma turnê pelo Brasil com a formação Revisited, que realizou shows no Rio de Janeiro, em São Paulo, Curitiba e Belo Horizonte.
Em 2006, passaram por Rio de Janeiro, Curitiba, Belo Horizonte, Bauru, São Paulo, Jaguariúna e Tubarão.
Em 2010, apresentaram-se em Curitiba, Porto Alegre e São Paulo. 
Em 2011, houve outra turnê pelo Brasil, que lotou a casa e reuniu muitos motociclistas no Centro de Convenções Ulysses Guimarães em Brasília.
Ainda em 2011, no mês de maio, houve a primeira turnê de John Fogerty pelo Brasil, com shows no Rio de Janeiro, em São Paulo e em Belo Horizonte.

## Discografia
Dados da RIAA (Associação da Indústria de Gravação da América) referem-se apenas a vendas nos EUA.

### Álbuns de estúdio
- Creedence Clearwater Revival (1968)
- Bayou Country (1969)
- Green River (1969)
- Willy and the Poor Boys (1969)
- Cosmo's Factory (1970)
- Pendulum (1970)
- Mardi Gras (1972)

### Coletâneas
- Creedence Gold (coletânea, 1972) (2X Platina nos EUA)
- More Creedence Gold (coletânea, 1973) (Ouro nos EUA)
- Chronicle, Vol. 1 (coletânea, 1976) (8X Platina nos EUA)
- Chronicle, Vol. 2 (coletânea, 1986)
- Rollin' On the River (coletânea, 1988) (Ouro nos EUA)

### Álbuns ao vivo
- Live in Europe (ao vivo, 1973)
- The Concert (ao vivo, 1980) (1X Platina nos EUA)

### Compactos
- Susie Q (Partes I e II) (1968) (Ouro nos EUA)

- "I Put a Spell on You/Walk on the Water" (Junho de 1968)

- "Proud Mary/Born on the Bayou" (Janeiro de 1969) (1X Platina nos EUA)

- "Bad Moon Rising/Lodi" (Abril de 1969) (1X Platina nos EUA)

- "Green River/Commotion" (Julho de 1969) (Ouro nos EUA)

- "Down on the Corner/Fortunate Son" (Outubro de 1969) (1X Platina nos EUA)

- "Traveling Band/Who'll Stop the Rain" (Janeiro de 1970) (1X Platina nos EUA)

- "Up Around the Bend/Run Through the Jungle" (Abril de 1970) (Ouro nos EUA)

- "Lookin' Out My Back Door/Long as I Can See the Light" (Julho de 1970) (1X Platina nos EUA)

- "Have You Ever Seen the Rain?/Hey Tonight" (Janeiro de 1971) (Ouro nos EUA)

- "Sweet Hitch-hiker/Door to Door" (Julho de 1971) (Ouro nos EUA)

- "Someday Never Comes/Tearin' Up the Country" (Março de 1971)